# Чемпионат России по боевому самбо 2008
Чемпионат России по боевому самбо 2008 года проходил в Санкт-Петербурге с 7 по 8 февраля. В соревнованиях участвовало 225 спортсменов.

## Медалисты
| Весовая категория | Золото                             | Серебро                         | Бронза                                                         |
| ----------------- | ---------------------------------- | ------------------------------- | -------------------------------------------------------------- |
| до 52 кг          | Анатолий Стишак Санкт-Петербург    | Урмат Чулунов Алтайский край    | Владимир Сульянов Алтайский край Алексей Михалевич Новосибирск |
| до 57 кг          | Денис Емелюков Ульяновск           | Сергей Лузин Пермь              | Абдула Алиев Алтайский край Владимир Блохин Рязань             |
| до 62 кг          | Иван Давиденко Санкт-Петербург     | Сергей Камилов Карелия          | Магомед Алиев Нижний Новгород Эжер Енчинов Алтайский край      |
| до 68 кг          | Мурат Ристов Адыгея                | Максим Купцов Нижний Новгород   | Сергей Назаров Башкортостан Николай Князев Москва              |
| до 74 кг          | Венер Галиев Башкортостан          | Игорь Исайкин Калуга            | Эдуард Алчаков Алтайский край Тимур Алиев Новосибирск          |
| до 82 кг          | Шамиль Алибатыров Дагестан         | Игорь Антонюк Москва            | Евгений Авдеев Пермь Александр Чагдуров Бурятия                |
| до 90 кг          | Михаил Заяц Москва                 | Вячеслав Василевский Красноярск | Виталий Дериглазов Курск Виктор Немков Белгород                |
| до 100 кг         | Дмитрий Заболотный Нижний Новгород | Кирилл Сидельников Белгород     | Виктор Трушов Северная Осетия Алексей Гончаров Калининград     |
| свыше 100 кг      | Фёдор Емельяненко Белгород         | Станислав Шушко Санкт-Петербург | Николай Цуканов Ульяновск Александр Косарев Белгород           |

## Командный зачёт

### Субъекты
1. Белгородская область;
2. Алтайский край;
3. Нижегородская область.